# Claire Chazal
Claire Chazal (ur. 1 grudnia 1956 w Thiers) – francuska dziennikarka. Od 1991 do 2015 roku prezentowała główne wydanie wiadomości telewizyjnych z piątkowego wieczoru i weekendu w stacji TF1. Od 18 stycznia 2016 r. prezentuje program Entrée libre w stacji France 5. Ponadto 24 lutego 2016 poprowadziła ceremonię 23. Victoires muzyki klasycznej. W 2020 jej kandydatura była rozważana na funkcję ministra kultury Republiki Francuskiej. W 2004 została odznaczona Legią Honorową, w 2022 została Oficerem Legii Honorowej oraz Oficerem Orderu Sztuki i Literatury.
Claire Chazal wystąpiła w wielu francuskich filmach kinowych i telewizyjnych, w większości grając rolę dziennikarki.
Ma syna François ze związku z dziennikarzem Patrickiem Poivre d’Arvor.

## Filmografia
- Aniołki spod znaku Miserere jako Claire Chazal